# Оседж-Біч (Міссурі)
Оседж-Біч (англ. Osage Beach) — місто (англ. city) в США, в округах Кемден і Міллер штату Міссурі. Населення — 4637 осіб (2020).

## Географія
Оседж-Біч розташований за координатами 38°8′4″ пн. ш. 92°38′57″ зх. д. / 38.13444° пн. ш. 92.64917° зх. д. (38.134496, -92.649240).  За даними Бюро перепису населення США в 2010 році місто мало площу 26,75 км², з яких 25,25 км² — суходіл та 1,50 км² — водойми.

## Демографія
Згідно з переписом 2010 року, у місті мешкала 4351 особа в 2038 домогосподарствах у складі 1166 родин. Густота населення становила 163 особи/км².  Було 5261 помешкання (197/км²).
Расовий склад населення:
| - 93,6 % — білих - 1,1 % — чорних або афроамериканців - 1,1 % — азіатів - 0,6 % — корінних американців - 0,2 % — вихідців з тихоокеанських островів - 2,4 % — осіб інших рас |

До двох чи більше рас належало 1,1 %. Частка іспаномовних становила 4,8 % від усіх жителів.
За віковим діапазоном населення розподілялося таким чином: 15,8 % — особи молодші 18 років, 60,2 % — особи у віці 18—64 років, 24,0 % — особи у віці 65 років та старші. Медіана віку мешканця становила 48,9 року. На 100 осіб жіночої статі у місті припадало 95,7 чоловіків;  на 100 жінок у віці від 18 років та старших — 95,8 чоловіків також старших 18 років.
Середній дохід на одне домашнє господарство  становив 55 589 доларів США (медіана — 42 971), а середній дохід на одну сім'ю — 68 451 долар (медіана — 54 476). За межею бідності перебувало 23,9 % осіб, у тому числі 48,2 % дітей у віці до 18 років та 4,4 % осіб у віці 65 років та старших.
Цивільне працевлаштоване населення становило 1931 осіб. Основні галузі зайнятості: мистецтво, розваги та відпочинок — 28,1 %, освіта, охорона здоров'я та соціальна допомога — 16,0 %, роздрібна торгівля — 13,5 %.